# Parrocchie della diocesi di Brescia

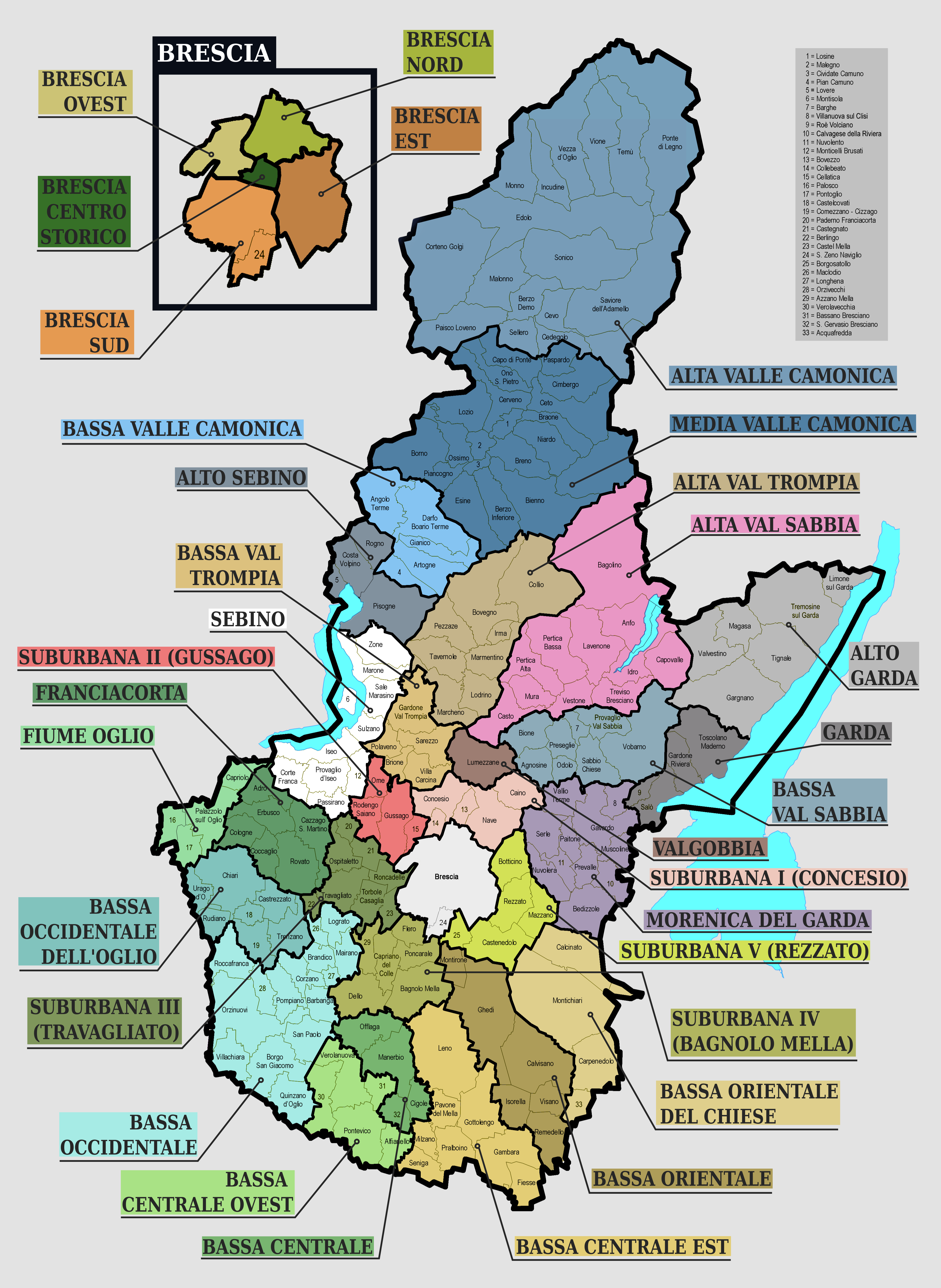
Il territorio della diocesi e la suddivisione in zone pastorali

Le parrocchie della diocesi di Brescia sono 468.

## Zone pastorali
La diocesi è organizzata in 32 zone pastorali, che fungono da vicariati. 

### Zona pastorale di Brescia-Centro Storico
| Parrocchia               | Patrono                       | Comune  | Frazione/Quartiere | Web |
| ------------------------ | ----------------------------- | ------- | ------------------ | --- |
| Cattedrale               | Santa Maria Assunta           | Brescia | centro             |     |
| Santi Faustino e Giovita | Santi Faustino e Giovita      | Brescia | centro             |     |
| San Giovanni             | San Giovanni Evangelista      | Brescia | centro             |     |
| Sant'Afra                | Sant'Afra                     | Brescia | centro             |     |
| Sant'Agata               | Sant'Agata                    | Brescia | centro             |     |
| Sant'Alessandro          | Sant'Alessandro               | Brescia | centro             |     |
| San Lorenzo              | San Lorenzo Martire           | Brescia | centro             |     |
| Santa Maria in Calchera  | Santa Maria                   | Brescia | centro             |     |
| Santi Nazario e Celso    | Santi Nazario e Celso Martiri | Brescia | centro             |     |

### Zona pastorale di Brescia Sud
| Parrocchia                           | Patrono                      | Comune            | Frazione/Quartiere  | Web |
| ------------------------------------ | ---------------------------- | ----------------- | ------------------- | --- |
| Folzano                              | San Silvestro I Papa         | Brescia           | Folzano             |     |
| Brescia - Beato Luigi Palazzolo      | Beato Luigi Palazzolo        | Brescia           | centro              |     |
| Brescia - San Giovanni Bosco         | San Giovanni Bosco           | Brescia           | centro              |     |
| Brescia - Santa Maria della Vittoria | Santa Maria della Vittoria   | Brescia           | centro              |     |
| Brescia - Santa Maria in Silva       | Santa Maria in Silva         | Brescia           | centro              |     |
| Chiesanuova                          | Santa Maria Assunta          | Brescia           | Chiesanuova         |     |
| Fornaci                              | San Rocco                    | Brescia           | Fornaci             |     |
| Lamarmora                            | San Giacinto                 | Brescia           | Lamarmora           |     |
| Noce                                 | Santa Maria della Noce       | Brescia           | Noce                |     |
| San Zeno Naviglio                    | San Zenone Vescovo e Martire | San Zeno Naviglio | centro              |     |
| Villaggio Sereno I                   | San Filippo Neri             | Brescia           | Villaggio Sereno I  |     |
| Villaggio Sereno II                  | San Giulio Prete             | Brescia           | Villaggio Sereno II |     |
| Volta Bresciana                      | Santi Pietro e Paolo         | Brescia           | Volta Bresciana     |     |

### Zona pastorale di Brescia Ovest
| Parrocchia                | Patrono                            | Comune  | Frazione/Quartiere     | Web |
| ------------------------- | ---------------------------------- | ------- | ---------------------- | --- |
| Fiumicello                | Santa Maria Nascente               | Brescia | Fiumicello             |     |
| Brescia - Divin Redentore | Divin Redentore                    | Brescia | ovest                  |     |
| Brescia - Sacro Cuore     | Sacro Cuore di Gesù                | Brescia | centro                 |     |
| Brescia - San Giacomo     | San Giacomo Apostolo               | Brescia | ovest                  |     |
| Brescia - Sant'Anna       | Sant'Anna                          | Brescia | Chiusure               |     |
| Brescia - Sant'Antonio    | Sant'Antonio di Padova             | Brescia | ovest-Chiusure         |     |
| Brescia - Spirito Santo   | Spirito Santo                      | Brescia | ovest                  |     |
| Badia                     | Beata Vergine del Rosario          | Brescia | Badia                  |     |
| Primo Maggio              | San Benedetto da Norcia            | Brescia | Quartiere Primo Maggio |     |
| Quartiere Cesare Abba     | Santa Giovanna Antida Thouret      | Brescia | Quartiere Cesare Abba  |     |
| Urago Mella               | Natività della Beata Vergine Maria | Brescia | Urago Mella            |     |
| Violino                   | San Giuseppe                       | Brescia | Villaggio Violino      |     |

### Zona pastorale di Brescia Nord
| Parrocchia                               | Patrono                           | Comune  | Frazione/Quartiere  | Web |
| ---------------------------------------- | --------------------------------- | ------- | ------------------- | --- |
| Mompiano                                 | San Gaudenzio                     | Brescia | Mompiano            |     |
| Brescia - Cristo Re                      | Cristo Re                         | Brescia | Borgo Trento        |     |
| Brescia - Missione in Cura d'Anime       | Missione in Cura d'Anime          | Brescia | centro              |     |
| Brescia - San Barnaba                    | San Barnaba                       | Brescia | centro              |     |
| Brescia - Santa Maria Crocifissa di Rosa | Santa Maria Crocifissa Di Rosa    | Brescia | centro              |     |
| Brescia - Santi Francesco e Chiara       | Santi Francesco e Chiara d'Assisi | Brescia | centro              |     |
| Brescia - Santissima Trinità             | Santissima Trinità                | Brescia | centro              |     |
| Casazza                                  | Maria Madre della Chiesa          | Brescia | Casazza             |     |
| Costalunga                               | San Bernardo                      | Brescia | Costalunga          |     |
| Ospedale                                 | Beata Vergine Addolorata          | Brescia | Ospedale            |     |
| San Bartolomeo Bresciano                 | San Bartolomeo Apostolo           | Brescia | centro              |     |
| Stocchetta                               | San Giovanni Battista             | Brescia | Stocchetta          |     |
| Villaggio Prealpino                      | Santa Giulia                      | Brescia | Villaggio Prealpino |     |

### Zona pastorale di Brescia Est
| Parrocchia                                           | Patrono                                      | Comune  | Frazione/Quartiere       | Web |
| ---------------------------------------------------- | -------------------------------------------- | ------- | ------------------------ | --- |
| Buffalora                                            | Natività di Maria Vergine                    | Brescia | Buffalora                |     |
| Brescia - San Francesco                              | San Francesco da Paola                       | Brescia | centro                   |     |
| Brescia - San Gottardo                               | San Gottardo                                 | Brescia | centro                   |     |
| Brescia - San Luigi Gonzaga                          | San Luigi Gonzaga                            | Brescia | centro                   |     |
| Brescia - Sant'Angela                                | Sant'Angela Merici                           | Brescia | centro                   |     |
| Brescia - SS. Bartolomea Capitanio e Vincenza Gerosa | Sante Bartolomea Capitanio e Vincenza Gerosa | Brescia | centro                   |     |
| Brescia - Santo Stefano                              | Santo Stefano Protomartire                   | Brescia | centro                   |     |
| Caionvico                                            | Santi Faustino e Giovita                     | Brescia | Caionvico                |     |
| Sant'Eufemia della Fonte                             | Sant'Eufemia                                 | Brescia | Sant'Eufemia della Fonte |     |

### Zona pastorale di Bagnolo Mella
| Parrocchia         | Patrono                                 | Comune             | Frazione/Quartiere | Web |
| ------------------ | --------------------------------------- | ------------------ | ------------------ | --- |
| Bagnolo Mella      | Visitazione della Beata Vergine Maria   | Bagnolo Mella      | centro             |     |
| Azzano Mella       | Santi Pietro e Paolo                    | Azzano Mella       | centro             |     |
| Boldeniga          | San Zenone                              | Dello              | Boldeniga          |     |
| Borgo Poncarale    | Purificazione della Beata Vergine Maria | Poncarale          | Borgo Poncarale    |     |
| Capriano del Colle | San Michele Arcangelo                   | Capriano del Colle | centro             |     |
| Corticelle Pieve   | San Giacomo Apostolo                    | Dello              | Corticelle Pieve   |     |
| Dello              | San Giorgio Martire                     | Dello              | centro             |     |
| Fenili Belasi      | Santissima Trinità                      | Capriano del Colle | Fenili Belasi      |     |
| Flero              | Conversione di San Paolo                | Flero              | centro             |     |
| Poncarale          | Santi Gervasio e Protasio               | Poncarale          | centro             |     |
| Quinzanello        | San Lorenzo Martire                     | Dello              | Quinzanello        |     |

### Zona pastorale della Bassa Centrale
| Parrocchia             | Patrono                           | Comune                 | Frazione/Quartiere | Web |
| ---------------------- | --------------------------------- | ---------------------- | ------------------ | --- |
| Manerbio               | San Lorenzo Diacono e Martire     | Manerbio               | centro             |     |
| Bassano Bresciano      | San Michele Arcangelo             | Bassano Bresciano      | centro             |     |
| Cignano                | Sant'Andrea Apostolo              | Offlaga                | Cignano            |     |
| Cigole                 | San Martino Vescovo               | Cigole                 | centro             |     |
| Faverzano              | Sant'Andrea Apostolo              | Offlaga                | Faverzano          |     |
| Offlaga                | Santi Pietro, Paolo e Imerio      | Offlaga                | centro             |     |
| San Gervasio Bresciano | Santi Gervasio e Protasio Martiri | San Gervasio Bresciano | centro             |     |

### Zona pastorale della Bassa Centrale Est
| Parrocchia          | Patrono                                              | Comune           | Frazione/Quartiere | Web |
| ------------------- | ---------------------------------------------------- | ---------------- | ------------------ | --- |
| Leno                | Santi Pietro e Paolo                                 | Leno             | centro             |     |
| Castelletto di Leno | Trasfigurazione di Gesù Cristo e Sacro Cuore di Gesù | Leno             | Castelletto        |     |
| Comella             | Santa Maria Annunziata                               | Seniga           | Comella            |     |
| Fiesse              | San Lorenzo Martire                                  | Fiesse           | centro             |     |
| Gambara             | Santi Pietro e Paolo                                 | Gambara          | centro             |     |
| Gottolengo          | Santi Pietro e Paolo                                 | Gottolengo       | centro             |     |
| Milzanello          | San Michele Arcangelo                                | Leno             | Milzanello         |     |
| Milzano             | San Biagio Vescovo e Martire                         | Milzano          | centro             |     |
| Pavone del Mella    | San Benedetto Abate                                  | Pavone del Mella | centro             |     |
| Porzano             | San Martino Vescovo                                  | Leno             | Porzano            |     |
| Pralboino           | Sant'Andrea Apostolo                                 | Pralboino        | centro             |     |
| Seniga              | San Vitale Martire                                   | Seniga           | centro             |     |

### Zona pastorale della Bassa Centrale Ovest
| Parrocchia         | Patrono                       | Comune        | Frazione/Quartiere | Web |
| ------------------ | ----------------------------- | ------------- | ------------------ | --- |
| Verolanuova        | San Lorenzo Martire           | Verolanuova   | centro             |     |
| Alfianello         | Santi Ippolito e Cassiano     | Alfianello    | centro             |     |
| Bettegno           | Santa Maria Maddalena         | Pontevico     | Bettegno           |     |
| Cadignano          | Santi Nazario e Celso         | Verolanuova   | Cadignano          |     |
| Chiesuola          | Sant'Antonio di Padova        | Pontevico     | Chiesuola          |     |
| Monticelli d'Oglio | San Silvestro Papa            | Verolavecchia | Monticelli d'Oglio |     |
| Pontevico          | Santi Tommaso e Andrea        | Pontevico     | centro             |     |
| Torchiera          | Sant'Ignazio di Loyola        | Pontevico     | Torchiera          |     |
| Verolavecchia      | Santi Pietro e Paolo Apostoli | Verolavecchia | centro             |     |

### Zona pastorale della Bassa Occidentale
| Parrocchia            | Patrono                                        | Comune               | Frazione/Quartiere    | Web |
| --------------------- | ---------------------------------------------- | -------------------- | --------------------- | --- |
| Orzinuovi             | Santa Maria Assunta                            | Orzinuovi            | centro                |     |
| Lograto               | Ognissanti                                     | Lograto              | centro                |     |
| Quinzano d'Oglio      | Santi Faustino e Giovita                       | Quinzano d'Oglio     | centro                |     |
| Acqualunga            | Santa Maria Maddalena                          | Borgo San Giacomo    | Acqualunga            |     |
| Barbariga             | Santi Vito, Modesto e Crescenzia               | Barbariga            | centro                |     |
| Barco                 | San Gregorio Magno                             | Orzinuovi            | Barco                 |     |
| Bargnano              | San Pancrazio                                  | Corzano              | Bargnano              |     |
| Borgo San Giacomo     | San Giacomo Maggiore                           | Borgo San Giacomo    | centro                |     |
| Brandico              | Santa Maria Maddalena                          | Brandico             | centro                |     |
| Coniolo               | San Michele Arcangelo                          | Orzinuovi            | Coniolo               |     |
| Corzano               | San Martino Vescovo                            | Corzano              | centro                |     |
| Cremezzano            | San Giorgio Martire                            | San Paolo            | Cremezzano            |     |
| Farfengo              | San Martino Vescovo                            | Borgo San Giacomo    | Farfengo              |     |
| Frontignano           | Santi Nazario e Celso                          | Barbariga            | Frontignano           |     |
| Gerolanuova e Pudiano | Santi Raffaele Arcangelo e Giorgio Martire     | Pompiano e Orzinuovi | Gerolanuova e Pudiano |     |
| Longhena              | Santi Dionigi ed Emiliano                      | Longhena             | centro                |     |
| Ludriano              | San Filastrio                                  | Roccafranca          | Ludriano              |     |
| Maclodio              | San Zenone Vescovo e Martire                   | Maclodio             | centro                |     |
| Mairano               | Sant'Andrea Apostolo                           | Mairano              | centro                |     |
| Motella               | Santi Fabiano e Sebastiano                     | Borgo San Giacomo    | Motella               |     |
| Orzivecchi            | Santi Pietro e Paolo                           | Orzivecchi           | centro                |     |
| Ovanengo              | San Giorgio Martire                            | Orzinuovi            | Ovanengo              |     |
| Padernello            | Santa Maria in Valverde                        | Borgo San Giacomo    | Padernello            |     |
| Pievedizio            | Sant'Antonio Abate                             | Mairano              | Pievedizio            |     |
| Pompiano              | Sant'Andrea Apostolo                           | Pompiano             | centro                |     |
| Roccafranca           | Santi Gervasio e Protasio                      | Roccafranca          | centro                |     |
| San Paolo Bresciano   | San Paolo Apostolo                             | San Paolo            | centro                |     |
| Scarpizzolo           | San Zenone Vescovo e Martire                   | San Paolo            | Scarpizzolo           |     |
| Villachiara           | Santa Chiara                                   | Villachiara          | centro                |     |
| Zurlengo              | Santi Giovanni Battista e Giovanni Evangelista | Pompiano             | Zurlengo              |     |

### Zona pastorale della Bassa Occidentale dell'Oglio
| Parrocchia    | Patrono                                   | Comune            | Frazione/Quartiere | Web |
| ------------- | ----------------------------------------- | ----------------- | ------------------ | --- |
| Chiari        | Santi Faustino e Giovita                  | Chiari            | centro             |     |
| Castelcovati  | Sant'Antonio Abate                        | Castelcovati      | centro             |     |
| Castrezzato   | Santi Pietro e Paolo                      | Castrezzato       | centro             |     |
| Cizzago       | Sacro Cuore di Gesù e San Giorgio Martire | Comezzano-Cizzago | Cizzago            |     |
| Comezzano     | Santi Faustino e Giovita                  | Comezzano-Cizzago | Comezzano          |     |
| Cossirano     | San Valentino                             | Trenzano          | Cossirano          |     |
| Rudiano       | Natività di Maria Vergine                 | Rudiano           | centro             |     |
| Trenzano      | Santa Maria Assunta                       | Trenzano          | centro             |     |
| Urago d'Oglio | San Lorenzo Martire                       | Urago d'Oglio     | centro             |     |

### Zona pastorale della Bassa Orientale
| Parrocchia      | Patrono                       | Comune    | Frazione/Quartiere             | Web |
| --------------- | ----------------------------- | --------- | ------------------------------ | --- |
| Ghedi           | Santa Maria Assunta           | Ghedi     | centro, Belvedere e Campagnola |     |
| Calvisano       | San Silvestro I Papa          | Calvisano | centro                         |     |
| Isorella        | Santa Maria Annunciata        | Isorella  | centro                         |     |
| Malpaga         | Santa Maria della Rosa        | Calvisano | Malpaga                        |     |
| Mezzane         | Santa Maria Nascente          | Calvisano | Mezzane                        |     |
| Montirone       | San Lorenzo Diacono e Martire | Montirone | centro                         |     |
| Remedello Sopra | San Lorenzo Martire           | Remedello | Remedello Sopra                |     |
| Remedello Sotto | San Donato Vescovo e Martire  | Remedello | Remedello Sotto                |     |
| Viadana         | Santa Maria Annunziata        | Calvisano | Viadana                        |     |
| Visano          | Santi Pietro e Paolo Apostoli | Visano    | centro                         |     |

### Zona pastorale della Bassa Orientale del Chiese
| Parrocchia                | Patrono                  | Comune      | Frazione/Quartiere | Web |
| ------------------------- | ------------------------ | ----------- | ------------------ | --- |
| Montichiari               | Santa Maria Assunta      | Montichiari | centro             |     |
| Acquafredda               | San Bernardino da Siena  | Acquafredda | centro             |     |
| Borgosotto                | Santa Maria Immacolata   | Montichiari | Borgosotto         |     |
| Calcinatello              | Natività di Maria        | Calcinato   | Calcinatello       |     |
| Calcinato                 | San Vincenzo             | Calcinato   | centro             |     |
| Carpenedolo               | San Giovanni Battista    | Carpenedolo | centro             |     |
| Esenta                    | Santi Marco e Bernardino | Lonato      | Esenta             |     |
| Novagli                   | San Lorenzo Martire      | Montichiari | Novagli            |     |
| Ponte San Marco           | Sacro Cuore di Gesù      | Calcinato   | Ponte San Marco    |     |
| Vighizzolo di Montichiari | San Giovanni Battista    | Montichiari | Vighizzolo         |     |

### Zona pastorale di Concesio
| Parrocchia              | Patrono                      | Comune     | Frazione/Quartiere      | Web |
| ----------------------- | ---------------------------- | ---------- | ----------------------- | --- |
| Concesio                | Sant'Antonino Martire        | Concesio   | Pieve                   |     |
| Bovezzo                 | Sant'Apollonio               | Bovezzo    | centro                  |     |
| Caino                   | San Zenone Vescovo e Martire | Caino      | centro                  |     |
| Collebeato              | Conversione di San Paolo     | Collebeato | centro e Villa di Sopra |     |
| Cortine                 | San Marco Evangelista        | Nave       | Cortine                 |     |
| Costorio                | Santa Giulia                 | Concesio   | Costorio                |     |
| Muratello               | San Francesco d'Assisi       | Nave       | Muratello               |     |
| Nave                    | Santa Maria Immacolata       | Nave       | centro                  |     |
| San Vigilio Val Trompia | Santi Vigilio e Gregorio     | Concesio   | San Vigilio             |     |
| Sant'Andrea di Concesio | Sant'Andrea Apostolo         | Concesio   | Sant'Andrea             |     |

### Zona pastorale della Franciacorta
| Parrocchia                   | Patrono                   | Comune              | Frazione/Quartiere | Web |
| ---------------------------- | ------------------------- | ------------------- | ------------------ | --- |
| Adro                         | San Giovanni Battista     | Adro                | centro             |     |
| Rovato - Santa Maria Assunta | Santa Maria Assunta       | Rovato              | centro             |     |
| Bargnana                     | Santa Maria Annunziata    | Rovato              | Bargnana           |     |
| Bornato                      | San Bartolomeo Apostolo   | Cazzago San Martino | Bornato            |     |
| Calino                       | San Michele Arcangelo     | Cazzago San Martino | Calino             |     |
| Cazzago                      | Natività di Maria Vergine | Cazzago San Martino | centro             |     |
| Coccaglio                    | Santa Maria Nascente      | Coccaglio           | centro             |     |
| Cologne                      | Santi Gervasio e Protasio | Cologne             | centro             |     |
| Duomo                        | Sacro Cuore di Gesù       | Rovato              | Duomo              |     |
| Erbusco                      | Santa Maria Assunta       | Erbusco             | centro             |     |
| Lodetto                      | San Giovanni Battista     | Rovato              | Lodetto            |     |
| Pedrocca                     | San Francesco d'Assisi    | Cazzago San Martino | Pedrocca           |     |
| Rovato - San Giovanni        | San Giovanni Bosco        | Rovato              | centro-sud         |     |
| San Giuseppe                 | San Giuseppe              | Rovato              | San Giuseppe       |     |
| Sant'Andrea di Rovato        | Sant'Andrea Apostolo      | Rovato              | Sant'Andrea        |     |
| Sant'Anna di Rovato          | Sant'Anna                 | Rovato              | Sant'Anna          |     |
| Torbiato                     | Santi Faustino e Giovita  | Adro                | Torbiato           |     |
| Villa d'Erbusco              | San Giorgio Martire       | Erbusco             | Villa              |     |
| Zocco                        | San Lorenzo Martire       | Erbusco             | Zocco              |     |

### Zona pastorale del Garda
| Parrocchia       | Patrono                  | Comune            | Frazione/Quartiere                      | Web |
| ---------------- | ------------------------ | ----------------- | --------------------------------------- | --- |
| Salò             | Santa Maria Annunziata   | Salò              | centro, Renzano e Serniga               |     |
| Campoverde       | Sant'Antonio Abate       | Salò              | Campoverde                              |     |
| Cecina           | San Nicola di Bari       | Toscolano Maderno | Cecina                                  |     |
| Fasano del Garda | Santi Faustino e Giovita | Gardone Riviera   | Fasano del Garda e Supiane              |     |
| Gaino            | San Michele Arcangelo    | Toscolano Maderno | Gaino                                   |     |
| Gardone Riviera  | San Nicolò Vescovo       | Gardone Riviera   | Gardone Sopra, Gardone Sotto e Tresnico |     |
| Maderno          | Sant'Andrea Apostolo     | Toscolano Maderno | Maderno                                 |     |
| Monte Maderno    | Santi Faustino e Giovita | Toscolano Maderno | Monte Maderno e Bezzuglio               |     |
| Roè Volciano     | San Pietro in Vincoli    | Roè Volciano      | Roè e Volciano                          |     |
| Toscolano        | Santi Pietro e Paolo     | Toscolano Maderno | Toscolano                               |     |
| Villa di Salò    | Sant'Antonio di Padova   | Salò              | Villa                                   |     |

### Zona pastorale dell'Alto Garda
| Parrocchia         | Patrono                            | Comune           | Frazione/Quartiere | Web |
| ------------------ | ---------------------------------- | ---------------- | ------------------ | --- |
| Gargnano           | San Martino Vescovo                | Gargnano         | centro             |     |
| Armo               | Santi Simone e Giuda apostoli      | Valvestino       | Armo               |     |
| Bogliaco           | San Pietro Apostolo                | Gargnano         | Bogliaco           |     |
| Bollone            | San Michele Arcangelo              | Valvestino       | Bollone            |     |
| Campione del Garda | Sant'Ercolano                      | Tremosine        | Campione del Garda |     |
| Costa              | San Bartolomeo Apostolo            | Gargnano         | Costa              |     |
| Gardola            | Santa Maria Assunta                | Tignale          | Gardola            |     |
| Limone sul Garda   | San Benedetto da Norcia            | Limone sul Garda | centro             |     |
| Magasa             | Sant'Antonio abate                 | Magasa           | centro             |     |
| Moerna             | San Bartolomeo Apostolo            | Valvestino       | Moerna             |     |
| Muslone            | San Matteo apostolo ed evangelista | Gargnano         | Muslone            |     |
| Navazzo            | Santa Maria Assunta                | Gargnano         | Navazzo            |     |
| Piovere            | San Marco Evangelista              | Tignale          | Piovere            |     |
| Sasso              | Sant'Antonio Abate                 | Gargnano         | Sasso              |     |
| Sermerio           | Santi Bernardo e Martino           | Tremosine        | Sermerio           |     |
| Tremosine          | San Giovanni Battista              | Tremosine        | Pieve              |     |
| Turano             | San Giovanni Battista              | Valvestino       | Turano             |     |
| Vesio              | San Bartolomeo Apostolo            | Tremosine        | Vesio              |     |
| Voltino            | San Lorenzo Martire                | Tremosine        | Voltino            |     |

### Zona pastorale di Gussago
| Parrocchia       | Patrono                      | Comune         | Frazione/Quartiere | Web |
| ---------------- | ---------------------------- | -------------- | ------------------ | --- |
| Gussago          | Santa Maria Assunta          | Gussago        | centro e Casaglio  |     |
| Cellatica        | San Giorgio Martire          | Cellatica      | centro             |     |
| Civine           | San Girolamo                 | Gussago        | Civine             |     |
| Ome              | Santo Stefano Protomartire   | Ome            | centro             |     |
| Padergnone       | San Rocco                    | Rodengo-Saiano | Padergnone         |     |
| Rodengo          | San Nicola di Bari           | Rodengo-Saiano | Rodengo            |     |
| Ronco di Gussago | San Zenone Vescovo e Martire | Gussago        | Ronco              |     |
| Saiano           | Cristo Re                    | Rodengo-Saiano | Saiano             |     |
| Sale             | Santo Stefano Protomartire   | Gussago        | Sale               |     |

### Zona pastorale della Morenica del Garda
| Parrocchia              | Patrono                      | Comune                  | Frazione/Quartiere | Web |
| ----------------------- | ---------------------------- | ----------------------- | ------------------ | --- |
| Gavardo                 | Santi Filippo e Giacomo      | Gavardo                 | centro             |     |
| Bedizzole               | Santo Stefano Protomartire   | Bedizzole               | centro             |     |
| Calvagese della Riviera | Cattedra di San Pietro       | Calvagese della Riviera | centro             |     |
| Carzago                 | San Lorenzo Martire          | Calvagese della Riviera | Carzago Riviera    |     |
| Castello                | San Gaetano Thiene           | Serle                   | Castello           |     |
| Castrezzone             | San Martino Vescovo          | Muscoline               | Castrezzone        |     |
| Mocasina                | San Giorgio Martire          | Calvagese della Riviera | Mocasina           |     |
| Muscoline               | Santa Maria Assunta          | Muscoline               | centro             |     |
| Nuvolento               | Santa Maria della Neve       | Nuvolento               | centro             |     |
| Nuvolera                | San Lorenzo                  | Nuvolera                | centro             |     |
| Paitone                 | Santa Giulia                 | Paitone                 | centro             |     |
| Prandaglio              | San Filastrio                | Villanuova sul Clisi    | Prandaglio         |     |
| Prevalle Sopra          | San Michele Arcangelo        | Prevalle                | Prevalle Sopra     |     |
| Prevalle Sotto          | San Zenone Vescovo e Martire | Prevalle                | Prevalle Sotto     |     |
| Serle                   | San Pietro in Vincoli        | Serle                   | centro             |     |
| Sopraponte              | San Lorenzo Martire          | Gavardo                 | Sopraponte         |     |
| Soprazocco              | Santi Giacomo e Biagio       | Gavardo                 | Soprazocco         |     |
| Vallio Terme            | Santi Pietro e Paolo         | Vallio Terme            | centro             |     |
| Villanuova sul Clisi    | Sacro Cuore di Gesù          | Villanuova sul Clisi    | centro             |     |

### Zona pastorale dell'Oglio
| Parrocchia                         | Patrono             | Comune               | Frazione/Quartiere | Web |
| ---------------------------------- | ------------------- | -------------------- | ------------------ | --- |
| Palazzolo sull'Oglio - duomo       | Santa Maria Assunta | Palazzolo sull'Oglio | centro e Mura      |     |
| Capriolo                           | San Giorgio         | Capriolo             | centro             |     |
| Palazzolo sull'Oglio - Sacro Cuore | Sacro Cuore di Gesù | Palazzolo sull'Oglio | Sacro Cuore        |     |
| Palosco                            | San Lorenzo         | Palosco              | centro             |     |
| Pontoglio                          | Santa Maria Assunta | Pontoglio            | centro             |     |
| San Giuseppe sull'Oglio            | San Giuseppe        | Palazzolo sull'Oglio | San Giuseppe       |     |
| San Pancrazio                      | San Pancrazio       | Palazzolo sull'Oglio | San Pancrazio      |     |
| San Rocco di Palazzolo             | San Paolo Apostolo  | Palazzolo sull'Oglio | San Rocco          |     |

### Zona pastorale di Rezzato
| Parrocchia                   | Patrono                          | Comune       | Frazione/Quartiere | Web |
| ---------------------------- | -------------------------------- | ------------ | ------------------ | --- |
| Rezzato - duomo              | San Giovanni Battista            | Rezzato      | centro             |     |
| Borgosatollo                 | Santa Maria Annunziata           | Borgosatollo | centro             |     |
| Botticino Mattina            | Santi Faustino e Giovita Martiri | Botticino    | Botticino Mattina  |     |
| Botticino Sera               | Santa Maria Assunta              | Botticino    | Botticino Sera     |     |
| Capodimonte                  | San Giovanni Battista            | Castenedolo  | Capodimonte        |     |
| Castenedolo                  | San Bartolomeo Apostolo          | Castenedolo  | centro             |     |
| Ciliverghe                   | San Filippo Neri                 | Mazzano      | Ciliverghe         |     |
| Mazzano                      | Santi Zeno e Rocco               | Mazzano      | centro             |     |
| Molinetto                    | Sant'Antonio di Padova           | Mazzano      | Molinetto          |     |
| Rezzato - San Carlo Borromeo | San Carlo Borromeo               | Rezzato      | centro-sud         |     |
| San Gallo                    | San Gallo Abate                  | Botticino    | San Gallo          |     |
| Virle                        | Santi Pietro e Paolo             | Rezzato      | Virle e Treponti   |     |

### Zona pastorale del Sebino
| Parrocchia         | Patrono                                    | Comune             | Frazione/Quartiere | Web |
| ------------------ | ------------------------------------------ | ------------------ | ------------------ | --- |
| Iseo               | Sant'Andrea Apostolo                       | Iseo               | centro             |     |
| Borgonato          | San Vitale                                 | Corte Franca       | Borgonato          |     |
| Carmignone         | San Lorenzo Martire                        | Passirano          | Carmignone         |     |
| Carzano            | San Giovanni Battista                      | Monte Isola        | Carzano            |     |
| Clusane            | Cristo Re                                  | Iseo               | Clusane            |     |
| Colombaro          | Santa Maria Assunta                        | Corte Franca       | Colombaro          |     |
| Fantecolo          | Sant'Apollonio                             | Provaglio d'Iseo   | Fantecolo          |     |
| Marone             | San Martino Vescovo                        | Marone             | centro             |     |
| Monterotondo       | San Vigilio di Brescia                     | Passirano          | Monterotondo       |     |
| Monticelli Brusati | Santi Tirso ed Emiliano Martiri            | Monticelli Brusati | centro             |     |
| Nigoline           | San Martino Vescovo                        | Corte Franca       | Nigoline Bonomelli |     |
| Passirano          | San Zenone Vescovo e Martire               | Passirano          | centro             |     |
| Peschiera Maraglio | San Michele Arcangelo                      | Monte Isola        | Peschiera Maraglio |     |
| Pilzone            | Assunzione di Maria e Santi Pietro e Paolo | Iseo               | Pilzone            |     |
| Provaglio          | Santi Pietro e Paolo                       | Provaglio d'Iseo   | centro             |     |
| Provezze           | San Filastrio                              | Provaglio d'Iseo   | Provezze           |     |
| Sale Marasino      | San Zenone Vescovo e Martire               | Sale Marasino      | centro             |     |
| Siviano            | Santi Faustino e Giovita                   | Monte Isola        | Siviano            |     |
| Sulzano            | San Giorgio Martire                        | Sulzano            | centro             |     |
| Timoline           | Santi Cosma e Damiano                      | Corte Franca       | Timoline           |     |
| Vello              | Sant'Eufemia                               | Marone             | Vello              |     |
| Zone               | San Giovanni Battista                      | Zone               | centro             |     |

### Zona pastorale dell'Alto Sebino
| Parrocchia            | Patrono                      | Comune        | Frazione/Quartiere  | Web |
| --------------------- | ---------------------------- | ------------- | ------------------- | --- |
| Lovere                | Santa Maria Assunta          | Lovere        | centro              |     |
| Pisogne               | Santa Maria Assunta          | Pisogne       | centro              |     |
| Branico               | San Bartolomeo Apostolo      | Costa Volpino | Branico             |     |
| Castelfranco          | Santi Pietro e Paolo         | Rogno         | Castelfranco        |     |
| Ceratello             | San Giorgio Martire          | Costa Volpino | Ceratello           |     |
| Corti                 | Sant'Antonio Abate           | Costa Volpino | Corti               |     |
| Fraine                | San Lorenzo Martire          | Pisogne       | Fraine              |     |
| Gratacasolo           | San Zenone Vescovo e Martire | Pisogne       | Gratacasolo         |     |
| Grignaghe             | San Michele Arcangelo        | Pisogne       | Grignaghe           |     |
| Monti-San Vigilio     | Santi Gaudenzio e Vigilio    | Rogno         | Monti e San Vigilio |     |
| Pian di Costa Volpino | Beata Vergine della Mercede  | Costa Volpino | Piano               |     |
| Pontasio              | San Vittore                  | Pisogne       | Pontasio            |     |
| Qualino               | Sant'Ambrogio                | Costa Volpino | Qualino             |     |
| Rogno                 | Santo Stefano Protomartire   | Rogno         | centro              |     |
| Sonvico               | San Martino Vescovo          | Pisogne       | Sonvico             |     |
| Toline                | San Gregorio Magno           | Pisogne       | Toline              |     |
| Volpino               | Santo Stefano Protomartire   | Costa Volpino | Volpino             |     |

### Zona pastorale di Travagliato
| Parrocchia            | Patrono                     | Comune               | Frazione/Quartiere | Web |
| --------------------- | --------------------------- | -------------------- | ------------------ | --- |
| Travagliato           | Santi Pietro e Paolo        | Travagliato          | centro             |     |
| Berlinghetto          | Santi Maria Assunta e Rocco | Berlingo             | Berlinghetto       |     |
| Berlingo              | Natività di Maria Vergine   | Berlingo             | centro             |     |
| Casaglia              | San Filastrio               | Torbole Casaglia     | Casaglia           |     |
| Castegnato            | San Giovanni Battista       | Castegnato           | centro             |     |
| Castel Mella          | San Siro                    | Castel Mella         | centro             |     |
| Ospitaletto Bresciano | San Giacomo Apostolo        | Ospitaletto          | centro             |     |
| Paderno Franciacorta  | San Pancrazio               | Paderno Franciacorta | centro             |     |
| Roncadelle            | San Bernardino da Siena     | Roncadelle           | centro             |     |
| Torbole               | Sant'Urbano                 | Torbole Casaglia     | Torbole            |     |

### Zona pastorale della Bassa Val Camonica
| Parrocchia   | Patrono                              | Comune             | Frazione/Quartiere | Web |
| ------------ | ------------------------------------ | ------------------ | ------------------ | --- |
| Darfo        | Santi Faustino e Giovita             | Darfo Boario Terme | Darfo              |     |
| Anfurro      | Santi Nazario e Celso                | Angolo Terme       | Anfurro            |     |
| Angolo Terme | San Lorenzo                          | Angolo Terme       | centro             |     |
| Angone       | San Matteo apostolo ed evangelista   | Darfo Boario Terme | Angone             |     |
| Artogne      | Santi Cornelio e Cipriano            | Artogne            | centro             |     |
| Beata        | Patrocinio della Beata Vergine Maria | Pian Camuno        | Beata              |     |
| Bessimo      | San Giuseppe                         | Darfo Boario Terme | Bessimo            |     |
| Boario       | Santa Maria delle Nevi               | Darfo Boario Terme | Boario             |     |
| Corna        | Santi Giuseppe e Gregorio Magno      | Darfo Boario Terme | Corna              |     |
| Erbanno      | San Rocco                            | Darfo Boario Terme | Erbanno            |     |
| Fucine       | Visitazione di Maria Vergine         | Darfo Boario Terme | Fucine             |     |
| Gianico      | San Michele Arcangelo                | Gianico            | centro             |     |
| Gorzone      | Sant'Ambrogio                        | Darfo Boario Terme | Gorzone            |     |
| Mazzunno     | San Giacomo Apostolo                 | Angolo Terme       | Mazzunno           |     |
| Montecchio   | Santa Maria Assunta                  | Darfo Boario Terme | Montecchio         |     |
| Pian Camuno  | Sant'Antonio Abate                   | Pian Camuno        | centro             |     |
| Piazze       | Santa Maria della Neve               | Artogne            | Piazze             |     |
| Solato       | Natività di San Giovanni Battista    | Pian Camuno        | Solato             |     |
| Terzano      | Santa Giulia Vergine e Martire       | Angolo Terme       | Terzano            |     |
| Vissone      | San Bernardino da Siena              | Pian Camuno        | Vissone            |     |

### Zona pastorale della Media Val Camonica
| Parrocchia        | Patrono                                 | Comune          | Frazione/Quartiere | Web |
| ----------------- | --------------------------------------- | --------------- | ------------------ | --- |
| Breno             | Santissimo Salvatore                    | Breno           | centro             |     |
| Cividate Camuno   | Santa Maria Assunta                     | Cividate Camuno | centro             |     |
| Astrio            | Santi Vito, Modesto e Crescenzia        | Breno           | Astrio             |     |
| Berzo Inferiore   | Santa Maria Nascente                    | Berzo Inferiore | centro             |     |
| Bienno            | Santi Faustino e Giovita                | Bienno          | centro             |     |
| Borno             | San Giovanni Battista                   | Borno           | centro             |     |
| Braone            | Purificazione della Beata Vergine Maria | Braone          | centro             |     |
| Capo di Ponte     | San Martino Vescovo                     | Capo di Ponte   | centro             |     |
| Cemmo             | Santi Stefano e Siro                    | Capo di Ponte   | Cemmo              |     |
| Cerveno           | San Martino Vescovo                     | Cerveno         | centro             |     |
| Ceto              | Sant'Andrea Apostolo                    | Ceto            | centro             |     |
| Cimbergo          | Santa Maria Assunta                     | Cimbergo        | centro             |     |
| Cogno             | Annunciazione di Maria                  | Piancogno       | Cogno              |     |
| Esine             | Conversione di San Paolo                | Esine           | centro             |     |
| Losine            | Santi Maurizio e Compagni Martiri       | Losine          | centro             |     |
| Lozio e Laveno    | Santi Nazario e Celso                   | Lozio           | centro             |     |
| Malegno           | Sant'Andrea Apostolo                    | Malegno         | centro             |     |
| Nadro             | Santi Gervasio e Protasio               | Ceto            | Nadro              |     |
| Niardo            | San Maurizio                            | Niardo          | centro             |     |
| Ono San Pietro    | Sant'Alessandro                         | Ono San Pietro  | centro             |     |
| Ossimo Inferiore  | Santi Cosma e Damiano                   | Ossimo          | Ossimo Inferiore   |     |
| Ossimo Superiore  | Santi Gervasio e Protasio               | Ossimo          | Ossimo Superiore   |     |
| Paspardo          | San Gaudenzio                           | Paspardo        | centro             |     |
| Pescarzo di Breno | San Giovanni Battista                   | Breno           | Pescarzo           |     |
| Pescarzo di Ponte | Santi Vito, Modesto e Crescenzia        | Capo di Ponte   | Pescarzo           |     |
| Piamborno         | Sacra Famiglia e San Vittore            | Piancogno       | Piamborno          |     |
| Plemo             | San Giovanni Battista                   | Esine           | Plemo              |     |
| Prestine          | Sant'Apollonio                          | Bienno          | Prestine           |     |
| Sacca             | Visitazione di Maria Vergine            | Esine           | Sacca              |     |
| Villa di Lozio    | Santi Pietro e Paolo                    | Lozio           | Villa              |     |

### Zona pastorale dell'Alta Val Camonica
| Parrocchia            | Patrono                       | Comune                | Frazione/Quartiere | Web |
| --------------------- | ----------------------------- | --------------------- | ------------------ | --- |
| Edolo                 | Santa Maria Nascente          | Edolo                 | centro e Mù        |     |
| Aprica                | Santi Pietro e Paolo          | Aprica                | centro             |     |
| Berzo                 | Sant'Eusebio                  | Berzo Demo            | Berzo              |     |
| Canè                  | San Gregorio Magno            | Vione                 | Canè               |     |
| Cedegolo              | San Girolamo                  | Cedegolo              | centro             |     |
| Cevo                  | San Vigilio                   | Cevo                  | centro             |     |
| Cortenedolo-Vico      | Santi Gregorio e Fedele       | Edolo                 | Cortenedolo e Vico |     |
| Corteno Golgi         | Santa Maria Assunta           | Corteno Golgi         | centro             |     |
| Demo                  | San Lorenzo Martire           | Berzo Demo            | Demo               |     |
| Garda                 | Santa Maria Nascente          | Sonico                | Garda              |     |
| Grevo                 | San Filastrio                 | Cedegolo              | Grevo              |     |
| Incudine              | San Maurizio                  | Incudine              | centro             |     |
| Loveno-Grumello       | Sant'Antonio di Padova        | Paisco Loveno         | Loveno e Grumello  |     |
| Malonno               | Santi Faustino e Giovita      | Malonno               | centro             |     |
| Monno                 | Santi Pietro e Paolo          | Monno                 | centro             |     |
| Monte                 | Santa Maria Annunziata        | Berzo Demo            | Monte              |     |
| Novelle               | San Giacomo Apostolo          | Sellero               | Novelle            |     |
| Paisco                | San Paterio                   | Paisco Loveno         | Paisco             |     |
| Pezzo                 | Santa Lucia vergine e martire | Ponte di Legno        | Pezzo              |     |
| Pontagna              | Santa Maria Nascente          | Temù                  | Pontagna           |     |
| Ponte di Legno        | Santissima Trinità            | Ponte di Legno        | centro             |     |
| Ponte di Saviore      | Santa Maria Assunta           | Saviore dell'Adamello | Ponte              |     |
| Precasaglio           | Santi Fabiano e Sebastiano    | Ponte di Legno        | Precasaglio        |     |
| Rino                  | Sant'Antonio Abate            | Sonico                | Rino               |     |
| Santicolo             | San Giacomo Apostolo          | Corteno Golgi         | Santicolo          |     |
| Saviore dell'Adamello | San Giovanni Battista         | Saviore dell'Adamello | centro             |     |
| Sellero               | Santa Maria Assunta           | Sellero               | centro             |     |
| Sonico                | San Lorenzo Martire           | Sonico                | centro             |     |
| Stadolina             | San Giacomo Apostolo          | Vione                 | Stadolina          |     |
| Temù                  | San Bartolomeo Apostolo       | Temù                  | centro             |     |
| Valle                 | San Bernardino da Siena       | Saviore dell'Adamello | Valle              |     |
| Vezza d'Oglio         | San Martino Vescovo           | Vezza d'Oglio         | centro             |     |
| Villa Dalegno         | San Martino Vescovo           | Temù                  | Villa Dalegno      |     |
| Vione                 | San Remigio                   | Vione                 | centro             |     |

### Zona pastorale della Val Gobbia
| Parrocchia         | Patrono                | Comune    | Frazione/Quartiere        | Web |
| ------------------ | ---------------------- | --------- | ------------------------- | --- |
| Lumezzane          | San Sebastiano         | Lumezzane | centro                    |     |
| Fontana            | San Rocco              | Lumezzane | Fontana                   |     |
| Gazzolo            | Sant'Antonio di Padova | Lumezzane | Gazzolo                   |     |
| Pieve di Lumezzane | San Giovanni Battista  | Lumezzane | Pieve                     |     |
| Sant'Apollonio     | Sant'Apollonio         | Lumezzane | Sant'Apollonio e Premiano |     |
| Valle di Lumezzane | San Carlo Borromeo     | Lumezzane | Valle                     |     |
| Villaggio Gnutti   | San Giorgio Martire    | Lumezzane | Villaggio Gnutti          |     |

### Zona pastorale della Bassa Val Sabbia
| Parrocchia            | Patrono                    | Comune               | Frazione/Quartiere | Web |
| --------------------- | -------------------------- | -------------------- | ------------------ | --- |
| Vobarno               | Santa Maria Assunta        | Vobarno              | centro             |     |
| Agnosine              | Santi Ippolito e Cassiano  | Agnosine             | centro             |     |
| Barghe                | San Giorgio Martire        | Barghe               | centro             |     |
| Binzago               | Santa Maria Annunziata     | Agnosine             | Binzago            |     |
| Bione                 | Santa Maria Assunta        | Bione                | centro             |     |
| Carpeneda             | Santa Margherita           | Vobarno              | Carpeneda          |     |
| Clibbio               | San Lorenzo Martire        | Sabbio Chiese        | Clibbio            |     |
| Collio                | San Sebastiano             | Vobarno              | Collio             |     |
| Degagna               | Santa Maria del Rosario    | Vobarno              | Degagna            |     |
| Gazzane               | San Michele Arcangelo      | Preseglie            | Gazzane            |     |
| Odolo                 | San Zenone                 | Odolo                | centro             |     |
| Pompegnino            | San Benedetto da Norcia    | Vobarno              | Pompegnino         |     |
| Preseglie             | Santi Pietro e Paolo       | Preseglie            | centro             |     |
| Provaglio Sopra       | San Michele Arcangelo      | Provaglio Val Sabbia | Provaglio Sopra    |     |
| Provaglio Sotto       | Santa Maria Assunta        | Provaglio Val Sabbia | Provaglio Sotto    |     |
| Sabbio Chiese         | San Michele Arcangelo      | Sabbio Chiese        | centro             |     |
| San Faustino di Bione | Santi Faustino e Giovita   | Bione                | San Faustino       |     |
| Teglie                | Santi Cornelio e Cartagine | Vobarno              | Teglie             |     |

### Zona pastorale dell'Alta Val Sabbia
| Parrocchia        | Patrono                           | Comune            | Frazione/Quartiere | Web |
| ----------------- | --------------------------------- | ----------------- | ------------------ | --- |
| Vestone           | Visitazione di Maria Vergine      | Vestone           | centro             |     |
| Anfo              | Santi Pietro e Paolo              | Anfo              | centro             |     |
| Avenone           | San Bartolomeo Apostolo           | Pertica Bassa     | Avenone            |     |
| Bagolino          | San Giorgio Martire               | Bagolino          | centro             |     |
| Belprato          | Sant'Antonio Abate                | Pertica Alta      | Belprato           |     |
| Capovalle         | San Giovanni Battista             | Capovalle         | centro             |     |
| Casto             | Sant'Antonio Abate                | Casto             | centro             |     |
| Comero            | San Silvestro Papa                | Casto             | Comero             |     |
| Forno d'Ono       | Santa Maria Assunta               | Pertica Bassa     | Ono Degno          |     |
| Idro              | San Michele Arcangelo             | Idro              | centro             |     |
| Lavino            | San Michele Arcangelo             | Pertica Alta      | Lavino             |     |
| Lavenone          | San Bartolomeo Apostolo           | Lavenone          | centro             |     |
| Livemmo           | San Marco Evangelista             | Pertica Alta      | Livemmo            |     |
| Mura              | Santa Maria Assunta               | Mura              | centro             |     |
| Nozza             | Santi Stefano e Giovanni Battista | Vestone           | Nozza              |     |
| Ono Degno         | San Zenone Vescovo e Martire      | Pertica Bassa     | Ono Degno          |     |
| Ponte Caffaro     | San Giuseppe                      | Bagolino          | Ponte Caffaro      |     |
| Treviso Bresciano | San Martino Vescovo               | Treviso Bresciano | centro             |     |

### Zona pastorale dell'Alta Val Trompia
| Parrocchia                | Patrono                  | Comune              | Frazione/Quartiere | Web |
| ------------------------- | ------------------------ | ------------------- | ------------------ | --- |
| Bovegno                   | San Giorgio Martire      | Bovegno             | centro             |     |
| Brozzo                    | San Michele Arcangelo    | Marcheno            | Brozzo             |     |
| Cesovo                    | San Giacomo Apostolo     | Marcheno            | Cesovo             |     |
| Cimmo                     | San Calogero             | Tavernole sul Mella | Cimmo              |     |
| Collio Val Trompia        | Santi Nazario e Celso    | Collio              | centro             |     |
| Irma                      | Santissima Trinità       | Irma                | centro             |     |
| Lavone                    | Santa Maria Maddalena    | Pezzaze             | Lavone             |     |
| Lodrino                   | San Vigilio              | Lodrino             | centro             |     |
| Marcheno                  | Santi Pietro e Paolo     | Marcheno            | centro             |     |
| Marmentino                | Santi Cosma e Damiano    | Marmentino          | centro             |     |
| Pezzaze                   | Sant'Apollonio           | Pezzaze             | centro             |     |
| Pezzoro                   | San Michele Arcangelo    | Tavernole sul Mella | Pezzoro            |     |
| San Colombano Val Trompia | San Colombano            | Collio              | San Colombano      |     |
| Tavernole sul Mella       | Santi Filippo e Giacomo  | Tavernole sul Mella | centro             |     |
| Ville                     | Santi Faustino e Giovita | Marmentino          | Ville              |     |

### Zona pastorale della Bassa Val Trompia
| Parrocchia          | Patrono                      | Comune              | Frazione/Quartiere | Web |
| ------------------- | ---------------------------- | ------------------- | ------------------ | --- |
| Gardone Val Trompia | San Marco Evangelista        | Gardone Val Trompia | centro             |     |
| Brione              | San Zenone Vescovo e Martire | Brione              | centro             |     |
| Cailina             | San Michele Arcangelo        | Villa Carcina       | Cailina            |     |
| Carcina             | San Giacomo Apostolo         | Villa Carcina       | Carcina            |     |
| Cogozzo             | Sant'Antonio Abate           | Villa Carcina       | Cogozzo            |     |
| Gombio              | Santa Maria della Neve       | Polaveno            | Gombio             |     |
| Inzino              | San Giorgio Martire          | Gardone Val Trompia | Inzino             |     |
| Magno               | San Martino Vescovo          | Gardone Val Trompia | Magno              |     |
| Polaveno            | San Nicolò Vescovo           | Polaveno            | centro             |     |
| Ponte Zanano        | Cristo Re                    | Sarezzo             | Ponte Zanano       |     |
| San Giovanni        | San Giovanni Battista        | Polaveno            | San Giovanni       |     |
| Sarezzo             | Santi Faustino e Giovita     | Sarezzo             | centro             |     |
| Villa               | Santi Emiliano e Tirso       | Villa Carcina       | centro             |     |
| Zanano              | Santa Maria della Pace       | Sarezzo             | Zanano             |     |